# St. Ulrich (Wolfersberg)

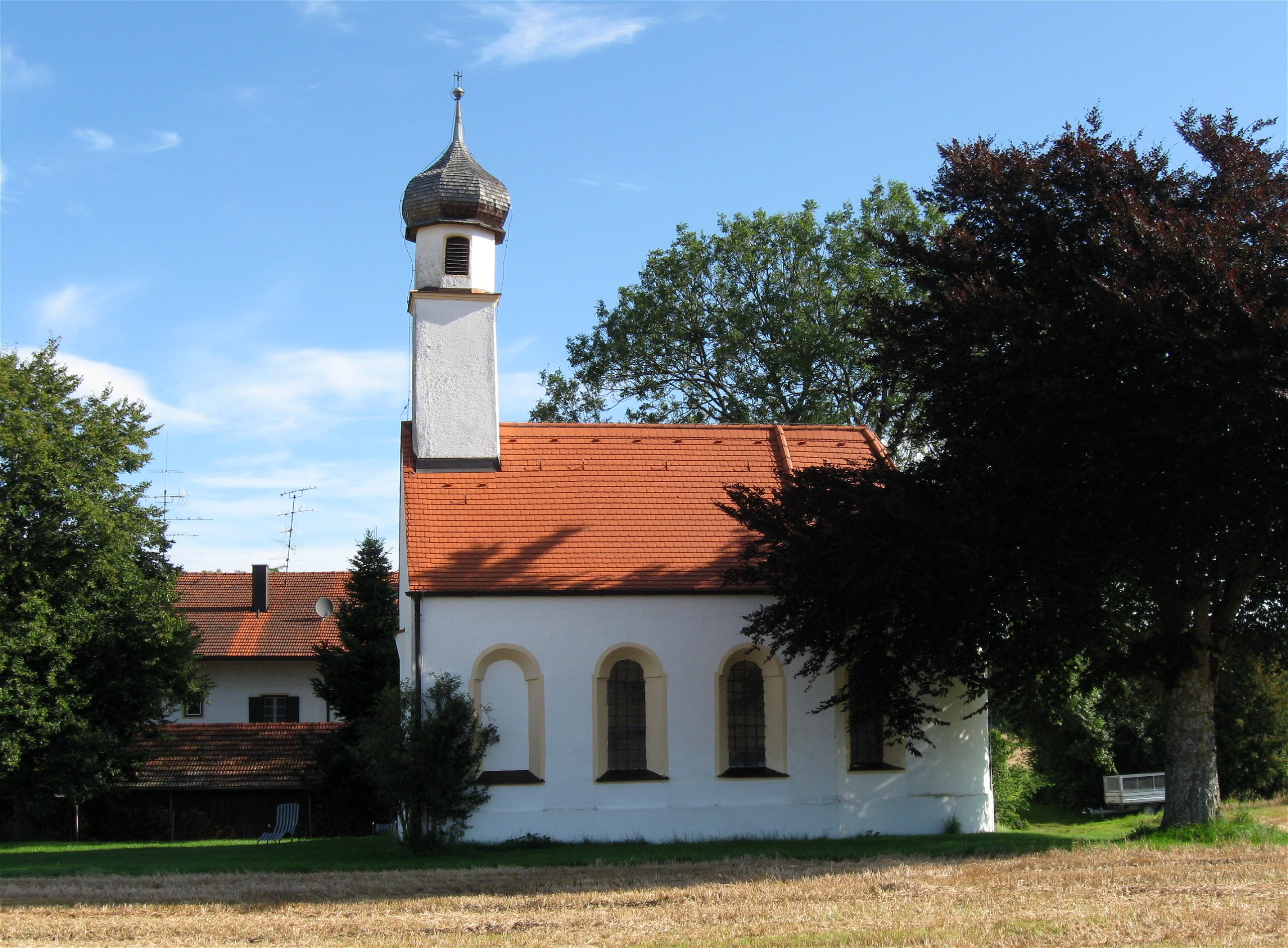
St. Ulrich in Wolfersberg

Die römisch-katholische Kapelle St. Ulrich steht in Wolfersberg, einem Gemeindeteil von Oberpframmern im oberbayerischen Landkreis Ebersberg. Das Bauwerk gehört zu den Baudenkmalen der Gemeinde Oberpframmern und ist in der Bayerischen Denkmalliste unter der Nr. D-1-75-131-11 eingetragen. Die Kapelle gehört dem Dekanat Ebersberg im Erzbistum München und Freising an.

## Beschreibung
Die in der ersten Hälfte des 18. Jahrhunderts erbaute barocke Kapelle ist ein einschiffiger Saalbau, der aus dem Langhaus und dem eingezogenen, halbrund geschlossenen Chor im Osten besteht. Auf dem Satteldach des Langhauses erhebt sich im Westen ein quadratischer Dachreiter mit achteckigem Obergeschoss und Zwiebelhaube.
Die Kirchenausstattung stammt aus dem 18. Jahrhundert. Der Hochaltar wird von den Skulpturen der Elisabeth von Thüringen und des Florian von Lorch flankiert. Im Altarretabel ist Ulrich von Augsburg dargestellt.